# Williams FW46
Der Williams FW46 ist der Formel-1-Rennwagen von Williams für die Formel-1-Weltmeisterschaft 2024. Am 5. Februar 2024 wurde in New York City zunächst die neue Lackierung präsentiert.
Die Bezeichnung des Wagens setzt sich, wie bei Williams üblich, aus den Initialen des 2021 verstorbenen Teamgründers Frank Williams und einer fortlaufenden Zahl zusammen.

## Technik und Entwicklung
Der FW46 wurde erstmals am 5. Februar 2024 vorgestellt. Er hatte eine Lackierung, die weitgehend der der Vorgänger-Fahrzeuge Williams FW44 und Williams FW45 ähnelte.
Wie alle Formel-1-Fahrzeuge des Jahres 2024 ist der Williams FW46 ein hinterradangetriebener Monoposto mit einem Monocoque aus kohlenstofffaserverstärktem Kunststoff (CFK). Außer dem Monocoque bestehen auch viele weitere Teile des Fahrzeugs, darunter die Karosserieteile und das Lenkrad, aus CFK. Auch die Bremsscheiben sind aus einem mit Kohlenstofffasern verstärkten Verbundwerkstoff.
Der Williams FW46 ist das Nachfolgemodell des Williams FW45.
Angetrieben wird der Williams FW46 von einem 1,6-Liter-V6-Motor von Mercedes in der Fahrzeugmitte mit Turbolader sowie einem 120 kW starken Elektromotor; es ist also ein Hybridelektrokraftfahrzeug. Die Kraft überträgt ein sequentielles, mit Schaltwippen betätigtes Achtganggetriebe. Das Fahrzeug hat nur zwei Pedale, ein Gaspedal (rechts) und ein Bremspedal (links). Genau wie viele andere Funktionen wird die Kupplung, die nur beim Anfahren aus dem Stand gebraucht wird, über einen Hebel am Lenkrad bedient.
Das Fahrzeug ist 2000 mm breit, 970 mm hoch und mehr als 5000 mm lang. Das Gewicht beträgt einschließlich Fahrer 798 kg. Der Wagen hat 305 mm breite Vorderreifen und 405 mm breite Hinterreifen des Einheitslieferanten Pirelli auf 18-Zoll-Rädern.
Der Williams FW46 verfügt, wie alle Formel-1-Fahrzeuge seit 2011, über ein Drag Reduction System (DRS), das durch Flachstellen eines Teils des Heckflügels den Luftwiderstand des Fahrzeugs auf den Geraden verringert, wenn es eingesetzt werden darf. Auch das DRS wird mit einem Schalter am Lenkrad des Wagens aktiviert.
Der Williams FW46 ist mit dem Halo-System ausgestattet, das einen zusätzlichen Schutz für den Kopf des Fahrers bietet.

## Saisonverlauf
Beim Saisonauftakt auf dem Bahrain International Circuit qualifizierten sich Alexander Albon und Logan Sargeant für die Plätze 13 und 18 und kamen auf den Plätzen 15 und 20 ins Ziel. Beim Großen Preis von Saudi-Arabien starteten die Fahrer von den Plätzen 12 und 19 und kamen auf den Plätzen 11 und 14 ins Ziel. Beim Großen Preis von Australien hatte Albon im freien Training einen schweren Unfall und das Team konnte sein Chassis nicht rechtzeitig reparieren. Da es kein Ersatzchassis gab, musste Sargeant sich aus dem Grand Prix zurückziehen, damit sein Teamkollege Albon sein Chassis benutzen konnte. Albon kam schließlich als Elfter ins Ziel. Sargeant beschädigte das reparierte Chassis beim folgenden Großen Preis von Japan während des ersten freien Trainings. Beim Großen Preis von Monaco starteten die Fahrer von den Plätzen 9 und 15 und kamen auf den Plätzen 9 und 15 ins Ziel. Albon erzielte somit die ersten Punkte für Williams.

## Lackierung und Sponsoring
Der FW46 ist überwiegend in Schwarz und Dunkelblau gehalten und hat zwei weiß-rote Streifen, welche sich von der Front des Boliden bis über die Nase ziehen. Auf den beiden Seitenkästen ist Komatsu als neuer Hauptsponsor zu sehen. Weiterhin werben unter anderem Gulf, Myprotein sowie Duracell auf dem Fahrzeug.

## Fahrer
Williams trat in der Saison 2024 ursprünglich mit den Fahrern Alexander Albon und Logan Sargeant an. Albon bestreitet seine dritte und Sargeant seine zweite Saison für das Team.
Ab dem Großen Preis von Italien übernahm Franco Colapinto das Cockpit von Sargeant für den Rest der Saison.

## Ergebnisse
| Fahrer                          | Nr.                             | 1  | 2  | 3  | 4   | 5  | 6   | 7   | 8  | 9   | 10 | 11 | 12 | 13 | 14 | 15 | 16 | 17 | 18  | 19 | 20  | 21  | 22  | 23  | 24  | Punkte | Rang |
| ------------------------------- | ------------------------------- | -- | -- | -- | --- | -- | --- | --- | -- | --- | -- | -- | -- | -- | -- | -- | -- | -- | --- | -- | --- | --- | --- | --- | --- | ------ | ---- |
| Formel-1-Weltmeisterschaft 2024 | Formel-1-Weltmeisterschaft 2024 |    |    |    |     |    |     |     |    |     |    |    |    |    |    |    |    |    |     |    |     |     |     |     |     | 17     | 9.   |
| Alexander Albon                 | 23                              | 15 | 11 | 11 | DNF | 12 | 19  | DNF | 9  | DNF | 18 | 15 | 9  | 14 | 12 | 14 | 9  | 7  | DNF | 16 | DNF | DNS | DNF | 15  | 11  | 17     | 9.   |
| Logan Sargeant                  | 2                               | 20 | 14 | WD | 17  | 17 | DNF | 17  | 15 | DNF | 20 | 19 | 11 | 17 | 17 | 16 |    |    |     |    |     |     |     |     |     | 17     | 9.   |
| Franco Colapinto                | 43                              |    |    |    |     |    |     |     |    |     |    |    |    |    |    |    | 12 | 8  | 11  | 10 | 12  | DNF | 14  | DNF | DNF | 17     | 9.   |

| Legende  | Legende            | Legende                                                          |
| Farbe    | Abkürzung          | Bedeutung                                                        |
| -------- | ------------------ | ---------------------------------------------------------------- |
| Gold     | –                  | Sieg                                                             |
| Silber   | –                  | 2. Platz                                                         |
| Bronze   | –                  | 3. Platz                                                         |
| Grün     | –                  | Platzierung in den Punkten                                       |
| Blau     | –                  | Klassifiziert außerhalb der Punkteränge                          |
| Violett  | DNF                | Rennen nicht beendet (did not finish)                            |
| Violett  | NC                 | nicht klassifiziert (not classified)                             |
| Rot      | DNQ                | nicht qualifiziert (did not qualify)                             |
| Rot      | DNPQ               | in Vorqualifikation gescheitert (did not pre-qualify)            |
| Schwarz  | DSQ                | disqualifiziert (disqualified)                                   |
| Weiß     | DNS                | nicht am Start (did not start)                                   |
| Weiß     | WD                 | zurückgezogen (withdrawn)                                        |
| Hellblau | PO                 | nur am Training teilgenommen (practiced only)                    |
| Hellblau | TD                 | Freitags-Testfahrer (test driver)                                |
| ohne     | DNP                | nicht am Training teilgenommen (did not practice)                |
| ohne     | INJ                | verletzt oder krank (injured)                                    |
| ohne     | EX                 | ausgeschlossen (excluded)                                        |
| ohne     | DNA                | nicht erschienen (did not arrive)                                |
| ohne     | C                  | Rennen abgesagt (cancelled)                                      |
| ohne     | keine WM-Teilnahme |                                                                  |
| sonstige | P/fett             | Pole-Position                                                    |
| sonstige | 1/2/3/4/5/6/7/8    | Punktplatzierung im Sprint-/Qualifikationsrennen                 |
| sonstige | SR/kursiv          | Schnellste Rennrunde                                             |
| sonstige | *                  | nicht im Ziel, aufgrund der zurückgelegten Distanz aber gewertet |
| sonstige | ()                 | Streichresultate                                                 |
| sonstige | unterstrichen      | Führender in der Gesamtwertung                                   |